# 乌兰花站
乌兰花站是一个集二铁路上的铁路车站，位于内蒙古自治区锡林郭勒盟苏尼特右旗新民镇，建于1954年，目前为四等站，邮政编码为012518。目前客运：办理旅客乘降；行李、包裹托运；货运：办理整车货物发到；不办理罐装危险货物发到。
1. ↑  GB/T 10302-2010：中华人民共和国铁路车站代码（代替GB/T 10302-1988）．2010年9月2日公布，2010年12月1日实施．中华人民共和国国家质量监督检验检疫总局、中国国家标准化管理委员会: 38．